# Викторин Петавский
Викторин Петавский (лат. Victorinus, Викторин из Петтау; ум. ок. 304 года) — первый латинский экзегет, христианский святой до Великого раскола, священномученик (память 3 ноября), пострадавший при императоре Диоклетиане.
По свидетельству Иеронима Стридонского Викторин был епископом Петавии. Иероним пишет, что «его произведения, хотя и прекрасные по содержанию, слабы по стилю». Также он называет написанные Викторином сочинения:  «Комментарии к книге Бытия», «Об исходе евреев из Египта», «О Левите», «Об Исайе», «Об Иезекииле», «Об Аввакуме», «Об Екклесиасте», «О Песни Песней», «Об Апокалипсисе от Иоанна», «Против всех ересей», «О сотворении мира» и другие. Викторин использовал сочинения греческих авторов, главным образом Папия Иерапольского, Оригена, Иринея Лионского.
Из всех трудов Викторина сохранились только два:
- Комментарий к Апокалипсису, переработанный Иеронимом, известен по рукописи XV века[2];
- «О сотворении мира» (лат. De fabrica mundi)[3].